# Gibraltar
Gibraltar is een Brits overzees gebied gelegen aan het zuidelijke eind van het Iberisch Schiereiland bij de ingang van de Middellandse Zee. De stad heeft een oppervlakte van 6,8 km² en een noordelijke grens met Andalusië, Spanje. De Rots van Gibraltar is de belangrijkste bezienswaardigheid van het gebied. De economie is vooral gebaseerd op toerisme, financiële diensten en de scheepvaart. De naam komt uit het Arabisch: جبل طارق (jabal Tariq): de berg van Tariq, naar de Moorse legerleider Tariq ibn Zijad.
Gibraltar werd in 1704 tijdens de Spaanse Successieoorlog door een Engels-Nederlandse troepenmacht op Spanje veroverd. Het gebied werd vervolgens in 1713 onder de Vrede van Utrecht "voor altijd" overgedragen aan het Koninkrijk Groot-Brittannië. Het was een belangrijke basis voor de Royal Navy. De soevereiniteit van Gibraltar is een belangrijk twistpunt van de Brits-Spaanse relatie omdat Spanje aanspraak maakt op Gibraltar. Gibraltarezen verwierpen voorstellen voor Spaanse soevereiniteit bij referenda in 1967 en opnieuw in 2002. Volgens de Gibraltarese grondwet van 2006 regelt Gibraltar zijn eigen zaken, hoewel sommige bevoegdheden, zoals defensie en buitenlandse zaken, de verantwoordelijkheid blijven van de regering van het Verenigd Koninkrijk.

## Geschiedenis

### Neanderthalers
Er zijn Neanderthalervondsten in de grotten van Gibraltar. Er wordt verondersteld dat de laatste Neanderthalers, ongeveer 28.000 tot 24.000 jaar geleden in Gibraltar leefden. In die tijd was het zeeniveau lager en waren er vlaktes rondom de rots.

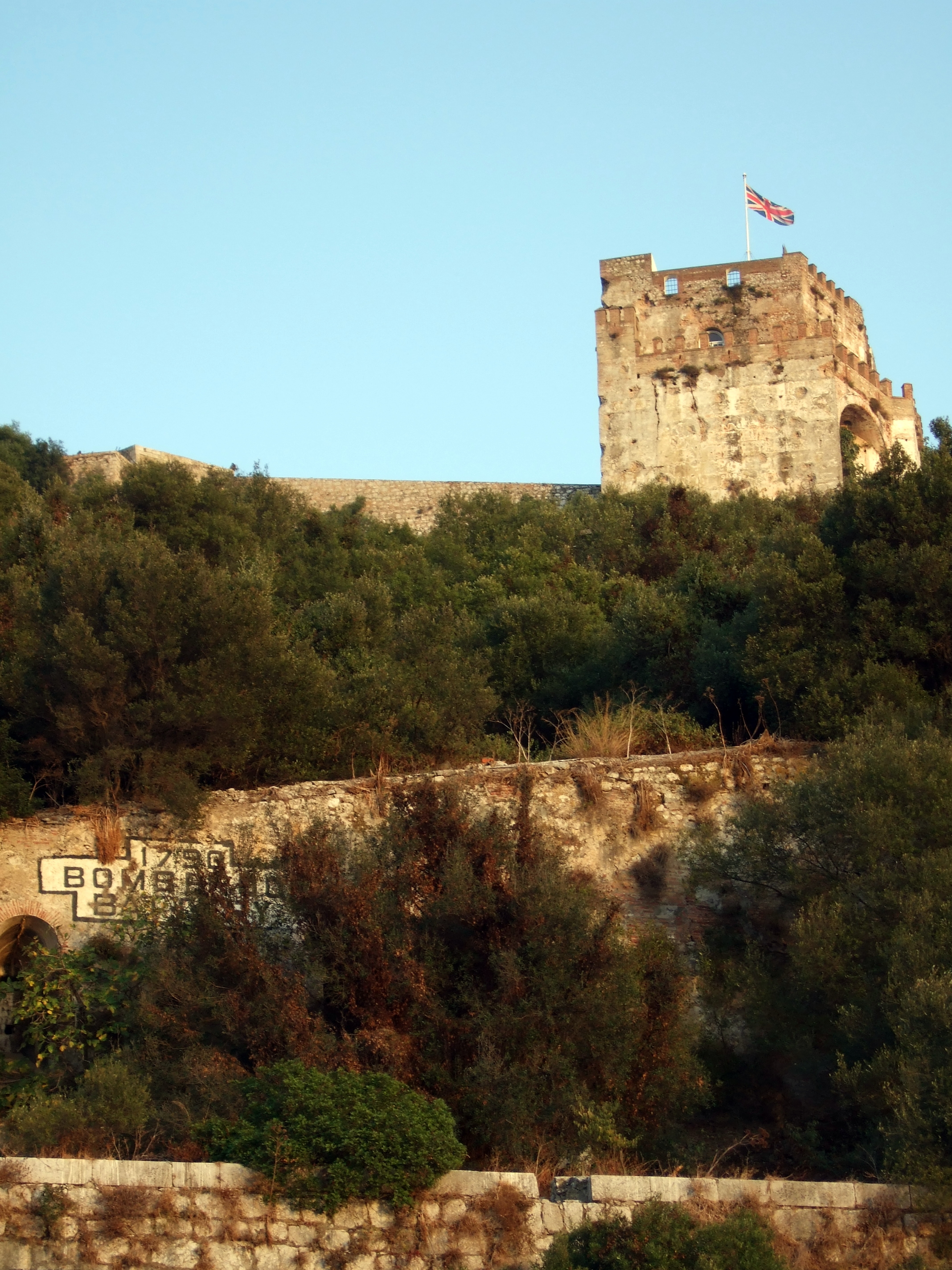
Het Moorse kasteel in Gibraltar gebouwd in de 14de eeuw.

### Middeleeuwen
Abd al-Mu'min ibn Ali, de leider van de Berberse moslimdynastie Almohaden bouwde in 1157 de eerste nederzetting. In 1309 veroverde Ferdinand IV van Castilië de rots, maar in 1333 werd de plaats opnieuw islamitisch na de invasie van de Meriniden uit Marokko. Tijdens een belegering in 1350 stierf hier Alfons XI van Castilië aan de pest. De Meriniden stonden de stad in 1374 af aan Granada.
In 1462 kwam in het kader van de Reconquista definitief een einde aan de Moorse aanwezigheid op Gibraltar; de hertog van Medina-Sidonia, Juan Alonso Pérez de Guzmán y Orozco veroverde de stad. Hij liet Spaanse joden, die onder Pedro de Herrera meegeholpen hadden met de verovering, in de stad wonen. De Spaanse joden werden in 1476 uit de stad verdreven. In 1501 werd de stad overgedragen aan de Spaanse kroon. Er kwamen meer migranten uit de Republiek Genua toe omwille van de goede handelsrelaties tussen Spanje en Genua.

### 17e eeuw
In 1607 overviel een Nederlandse vloot onder leiding van Jacob van Heemskerck in de Baai van Gibraltar bij verrassing een aldaar aangemeerde Spaanse vloot, die daar tijdens de Zeeslag bij Gibraltar volledig vernietigd werd.

### 18e eeuw

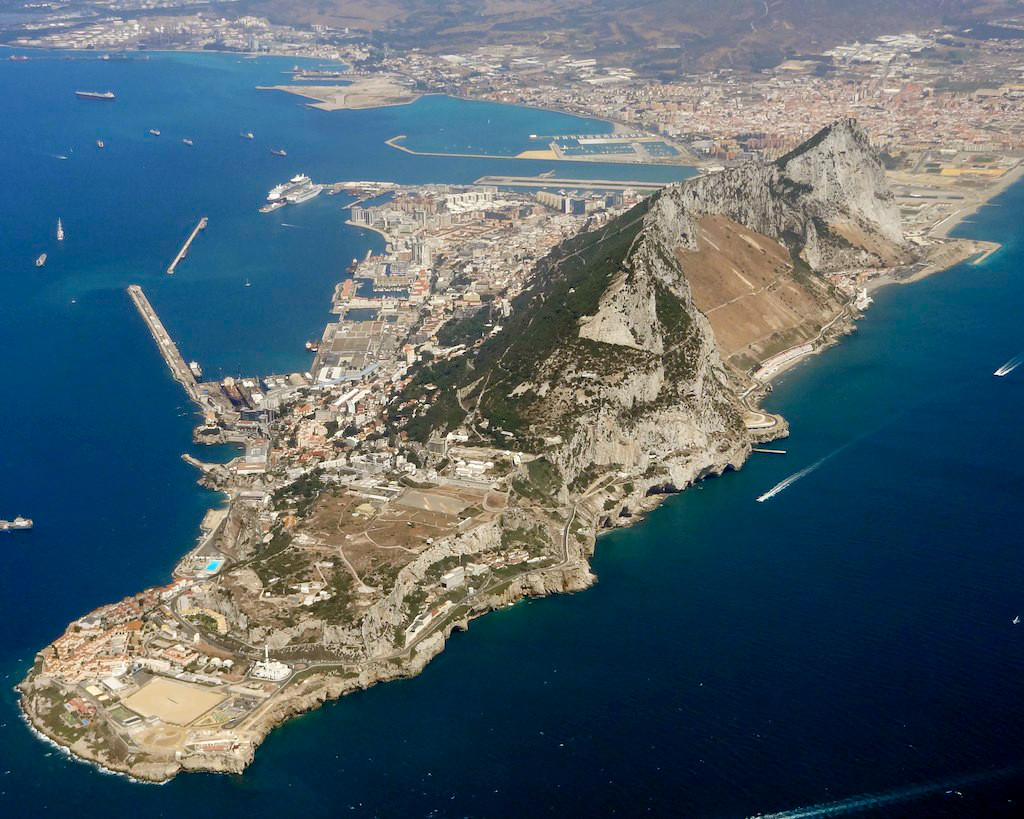
Gibraltar vanuit de lucht, richting noordwesten

Op 4 augustus 1704 veroverde een Engels-Nederlandse coalitievloot de rots. Sindsdien bleef de doorvaart door de straat van Gibraltar onder Brits toezicht en bleef de rots een Britse exclave. Als gevolg van de Spaanse Successieoorlog, volgens de Vrede van Utrecht kwam Gibraltar in 1713 definitief in Britse handen. Een belegering door Franse en Spaanse troepen in de jaren 1779-1783 was vruchteloos en veranderde niets aan het Britse gezag in Gibraltar. Dit beleg, door de Britten de Great Siege of Gibraltar genoemd, was een onderdeel van de Amerikaanse Onafhankelijkheidsoorlog uitgevochten in Europa. De gouverneur van Gibraltar luitenant-generaal George Augustus Eliott werd achteraf een gevierd oorlogsheld.

### 19e eeuw
In de eerste decennia van de 19e eeuw werd Gibraltar meermaals zwaar getroffen door uitbraken van de gele koorts.
Sinds 1830 is de rots een Britse kroonkolonie. Gibraltar geniet zelfbestuur op gebied van binnenlandse zaken en rechtspraak. Het Verenigd Koninkrijk is verantwoordelijk voor het buitenlands beleid. Een gouverneur vertegenwoordigt de Britse kroon.

### 20e eeuw
Tijdens de Tweede Wereldoorlog wisten meer dan 225 Engelandvaarders Gibraltar te bereiken. De rots stond symbool voor Britse moed en vastberadenheid. Vanuit de haven en baai opereerden sterke vlooteenheden en werden grote konvooien van vracht- en troepentransportschepen naar hun bestemming gedirigeerd. De meeste Engelandvaarders hadden in de Spaanse gevangenis te Lerida of in kamp Miranda de Ebro gezeten. Vanuit Gibraltar hebben velen Engeland bereikt.
In 1942 kwam de Cabo de Buena Esperanza bij Gibraltar aan met ongeveer veertig Engelandvaarders aan boord. De bedoeling was hen af te zetten in Curaçao. Een Engelse patrouilleboot kwam langszij en haalde 15 Engelandvaarders (officieren en aspirant-officieren) af. Twee achterblijvers, Albert Scheffer en Theo Wachtel, sprongen in zee en werden toch nog meegenomen. Terwijl de Cabo al wegvoer, sprongen ook Henk Kroese en Charles Hugenholtz van boord, maar de patrouilleboot zag hen niet en zij verdronken.

## Politiek in de 20e en 21e eeuw
Het feit dat Gibraltar niet bij Spanje hoort, zorgde en zorgt voor spanningen tussen Spanje en het Verenigd Koninkrijk. Spanje heeft zich in het verleden soms vijandig opgesteld in dit geschil.

### Grensverkeer
Medio 1966 sloot Spanje voor korte tijd het grensverkeer naar en van Gibraltar en beperkte zowel de scheepvaart als de luchtvaart daarheen. In 1969 werd de grens volledig gesloten, wat grote problemen opleverde voor het wederzijdse woon-werkverkeer. Gibraltar moest in die tijd ook voor de eigen drinkwatervoorziening zorgen. Na de dood van Franco verbeterden de betrekkingen en in 1982 werd de grens weer geopend. De Spanjaarden bleven vasthouden aan lastige grenscontroles, terwijl die aan de andere grenzen al lang waren afgeschaft. Ook over de zeggenschap over de territoriale wateren in de Baai van Gibraltar hebben de nodige conflicten plaatsgevonden. Het blijft verboden om rechtstreeks van Britse in Spaanse territoriale wateren te varen; schepen kunnen dus geen passagiers van Gibraltar en Algeciras naar Marokko meenemen, maar ook daarover zijn gesprekken aan de gang.
José Luis Rodríguez Zapatero en Tony Blair tekenden in september 2006 een akkoord dat de meeste problemen tussen beide landen en Gibraltar moet oplossen. De luchthaven van Gibraltar mocht voortaan vluchten uit Spanje en de rest van de Europese Unie afhandelen en zou zowel door Britse als Spaanse ambtenaren worden bemand. De aanvliegroute mocht door het Spaanse luchtruim lopen. Daarop werd in december 2006 een vliegverbinding geopend tussen Madrid en Gibraltar. Daarnaast werden de grensbepalingen versoepeld, zou Spanje meer telefoonlijnen naar Gibraltar aanleggen en werd een langlopend conflict over pensioenbetalingen aan Spaanse oud-arbeiders in Gibraltar bijgelegd.
Geregeld zijn er kleine conflicten over bijvoorbeeld visserijrechten en lange grenscontroles door Spaanse grenswachters. Sinds het begin van de economische crisis in 2007 zou de smokkelhandel volgens de Spaanse douane toegenomen zijn, onder andere die van sigaretten. Producten zouden de Europese Unie worden binnengesmokkeld, en zo zouden belastingen worden ontdoken.

### Referenda
Spanje blijft aanspraak maken op de rots, maar de bewoners hebben in verschillende referenda duidelijk gemaakt geenszins bij Spanje te willen horen.
In 2002 sprak 99% van de bevolking van Gibraltar zich in een referendum uit tegen een gedeelde Brits-Spaanse soevereiniteit, een voorstel van de Britse premier Tony Blair en zijn toenmalige Spaanse collega José María Aznar (1996-2004).
Begin december 2006 stemden de bewoners bij referendummeerderheid voor een nieuwe grondwet.
Op 23 juni 2016 werd in het Verenigd Koninkrijk het referendum over het blijven binnen of vertrekken uit de Europese Unie gehouden. Hierbij werd met een kleine meerderheid gekozen voor vertrek (de brexit). Dit in tegenstelling tot Gibraltar waar men met een overweldigende meerderheid van 95,9 procent voor het blijven in de EU stemde.
De Spaanse minister van Buitenlandse Zaken José Manuel García-Margallo zei dat Spanje graag een gedeelde soevereiniteit wilde over Gibraltar nu Groot-Brittannië uit de Europese Unie zou vertrekken. Onder de inwoners van Gibraltar waren grote zorgen ontstaan over de status van het gebied.

### Brexit
Als enige van de Britse overzeese gebieden was Gibraltar wél onderdeel van de Europese Unie, met bijzonderheden:
- niet in de Schengenzone (net als het Verenigd Koninkrijk)
- niet in de Europese douane-unie
- nam niet deel aan het gemeenschappelijk landbouwbeleid

Op 31 december 2020 kwamen Spanje en het Verenigd Koninkrijk (inclusief de onderhandelaars uit Gibraltar) tot een principeakkoord over Gibraltar met de volgende elementen:
- Gibraltar komt in de Schengenzone en de luchthaven wordt een Schengenbuitengrens onder de verantwoordelijkheid van Spanje
- de grenscontroles uitgevoerd door Frontex personeel
- verkeer van goederen zonder beperkingen
- het akkoord wordt initieel toegepast voor een periode van vier jaar

Spanje en het VK stellen voor dat de Europese Unie en het Verenigd Koninkrijk formele onderhandelingen starten om dit akkoord om te zetten in een verdrag. Dit voorlopig akkoord was nodig omdat Spanje en het VK een verschillend beeld hebben over de status van Gibraltar.
Meer details:
- Het streven is om alle fysieke grenscontroles tussen Gibraltar en Spanje af te schaffen
- Er wordt een dubbele sleutel bij de buitengrenscontrole toegepast: eerst geven de Gibraltarese autoriteiten toestemming en daarna geven de Spaanse autoriteiten, die verantwoordelijk zijn voor de Schengengrenscontrole, toestemming om het Schengengebied te betreden. Pas nadat beide overheden toestemming hebben gegeven mag de reiziger de grens passeren. Spanje zal de eerste vier jaar operationele assistentie krijgen van Frontex voor de grenscontrole.
- De Spaanse ambassades en consulaten zijn gerechtigd korte termijn (90 dagen) Schengenvisa te verstrekken aan reizigers die via Gibraltar het Schengengebied binnenkomen.
- De ingezetenen van Gibraltar krijgen een 'residentie permit' (verblijfsvergunning). Houders ervan hebben meer rechten dan andere Britse onderdanen. Zo kunnen ze een Schengenvisum krijgen voor langer dan 90 dagen.
- Voor geweigerde reizigers worden de Schengenregels toegepast, onder andere het terugsturen naar het land van oorsprong. De Gibraltarese autoriteiten hebben het recht om asiel te geven, maar de regels hiervoor moeten afgestemd worden met de Europese commissie.
- Gibraltar komt formeel niet in de Europese douane-unie, maar moet wel substantieel dezelfde tarieven en handelsvoorwaarden hanteren als de Europese Unie.
- Grensarbeiders zullen dezelfde rechten hebben als ingezeten. Een werkvergunning geeft automatisch vrijverkeerrechten voor de werknemers. Ook de sociale zekerheid wordt gecoördineerd. De regelingen zullen nooit minder rechten en bescherming geven, dan wat is overeengekomen in de Brexit transitieperiode.

### Belasting-akkoord met Spanje
Op 13 maart 2021 is een belastingakkoord tussen Spanje en Gibraltar in werking getreden. Spanje beschouwde Gibraltar als een belastingparadijs waarbij veel bedrijven en personen die connecties hadden met Spanje zich lieten domiciliëren in Gibraltar om Spaanse inkomensbelasting te ontwijken. In de praktijk wonen veel Gibraltarezen in Spanje en werken veel Spanjaarden in Gibraltar. Met de Brexit werd geëist dat Gibraltar EU-compatibele wetgeving toepast voor taks transparantie en de strijd tegen witwassen. Alleen inwoners die weinig of geen connecties hebben met Spanje zullen als niet-ingezetene van Spanje beschouwd worden. Daarnaast zal informatie uitgewisseld worden over de economische activiteiten en bezittingen van Spaanse ingezetenen in Gibraltar voor belasting doeleinden.

## Bewoners
Op de landtong wonen ongeveer 30.000 mensen. Op het gebied van familienamen, heeft 27% van de bevolking een Britse achternaam, 24% een Spaanse achternaam, 15% een Genuese of andere Italiaanse achternaam, 15% een Portugese achternaam en 8% een Maltese achternaam. Meer dan de helft van de bevolking ziet zichzelf als Gibraltars, gevolgd door de groep 'ander soort Brits'.

### Taal
De officiële taal van Gibraltar is Engels en dit wordt gebruikt door de overheid en op scholen. De pers publiceert in het Engels. De meeste inwoners zijn tweetalig en spreken ook Spaans. Vanwege de gevarieerde mix van etnische groepen die daar wonen, worden echter ook andere talen gesproken op de Rots. Arabisch wordt gesproken door de Marokkaanse gemeenschap, net als Hindi en Urdu door de Indiase en de Pakistaanse gemeenschappen. Maltees wordt door sommige families van Maltese afkomst gesproken.
Gibraltarezen praten vaak in Llanito (uitgesproken als [ʎanito]), een volkstaal die uniek is voor Gibraltar. Het is gebaseerd op Andalusisch-Spaans met een sterke mengeling van Brits-Engels en elementen uit talen als het Maltees, Portugees, Genuese-Italiaans en Haketia (een Joods-Spaans dialect). Llanito omvat ook vaak codewisseling naar het Engels, met technische termen en complexe ideeën die meestal in het Engels worden uitgedrukt.
Gibraltarezen noemen zichzelf vaak Llanitos.

### Religie

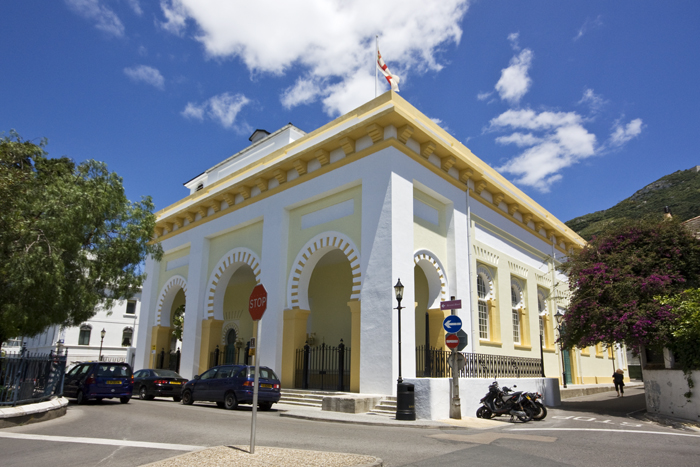
De kathedraal van Gibraltar.

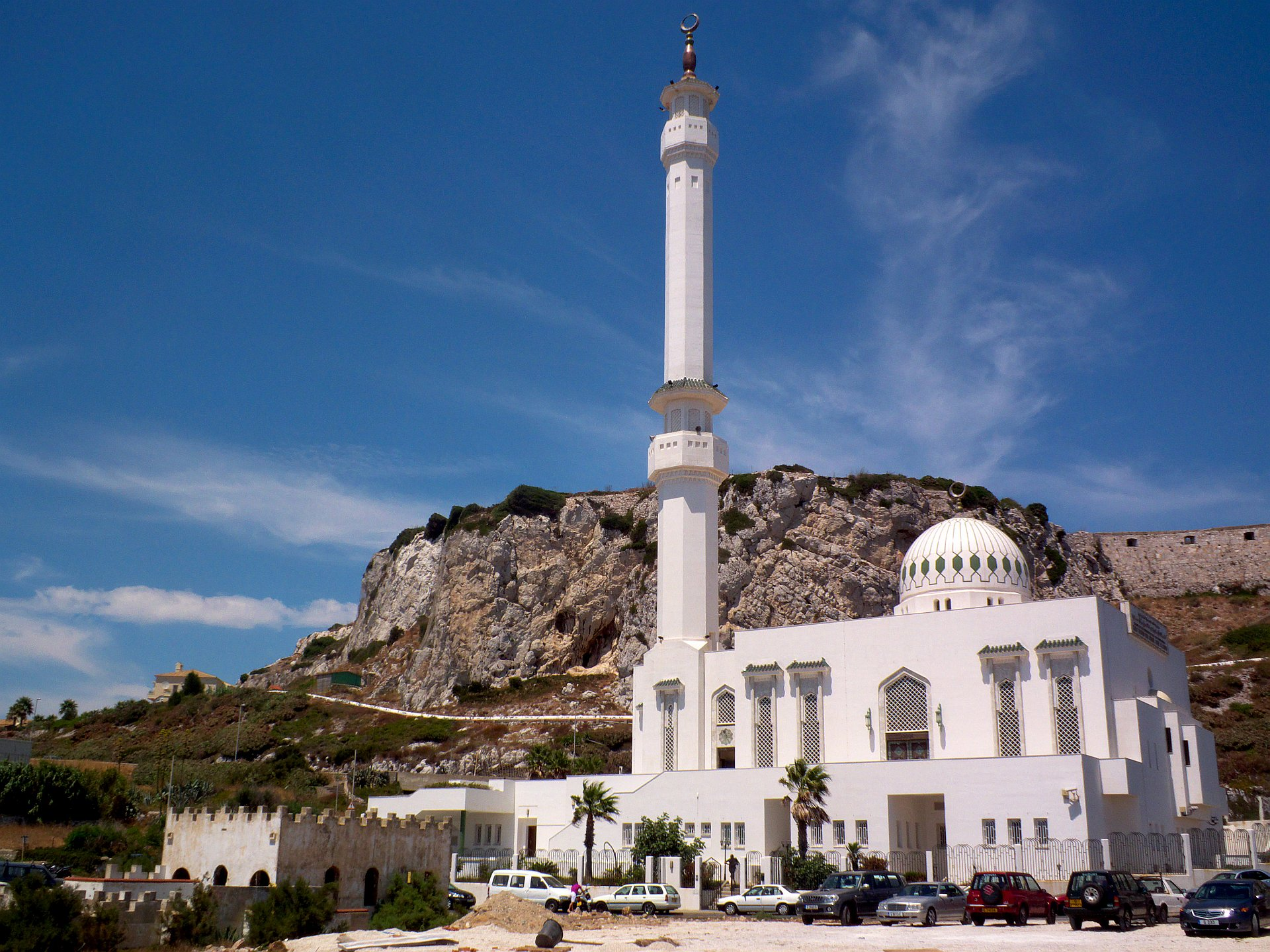
De Ibrahim-al-Ibrahim-moskee, de enige moskee van Gibraltar

Volgens de telling van 2012 is ongeveer 72,1% van de Gibraltarezen rooms-katholiek. De 16e-eeuwse heilige Maria de Gekroonde is de kathedraalkerk van het rooms-katholieke bisdom van Gibraltar, en ook de oudste katholieke kerk in het gebied. Andere christelijke denominaties zijn de Church of England (7,7%), waarvan de Kathedraal van de Heilige Drie-eenheid de kathedraal is van de Anglicaanse bisschop van Gibraltar in Europa; de Methodist Church van Gibraltar, Church of Scotland, verschillende pinksterkerken en onafhankelijke kerken die meestal beïnvloed worden door de huiskerk en charismatische bewegingen, evenals een gemeente van Plymouth Brethren. Verschillende van deze congregaties worden vertegenwoordigd door de Evangelische Alliantie van Gibraltar.
Er is ook een afdeling van De Kerk van Jezus Christus van de Heiligen der Laatste Dagen en twee gemeenten van Jehova's Getuigen. 7,1% gaf aan dat ze geen religie hebben. De Gibraltar Secular Humanist Society houdt ook regelmatig vergaderingen.
De derde religie in omvang is de islam (3,6% van de bevolking). De meeste moslims op Gibraltar zijn Marokkanen. Gibraltar was eeuwenlang onder islamitische heerschappij. In 1997 werd de Ibrahim-al-Ibrahim-moskee in gebruik genomen.
Er is ook een gevestigde hindoebevolking (2%), leden van het Bahá'í-geloof en een al lang bestaande joodse gemeenschap, die bij 763 personen goed is voor 2,4% van de bevolking. Als een deel van de totale bevolking is dit de op een na grootste joodse bevolking ter wereld, alleen achter Israël aan. Er zijn vier functionerende orthodoxe synagogen in Gibraltar en verschillende koosjere etablissementen.

## Verkeer

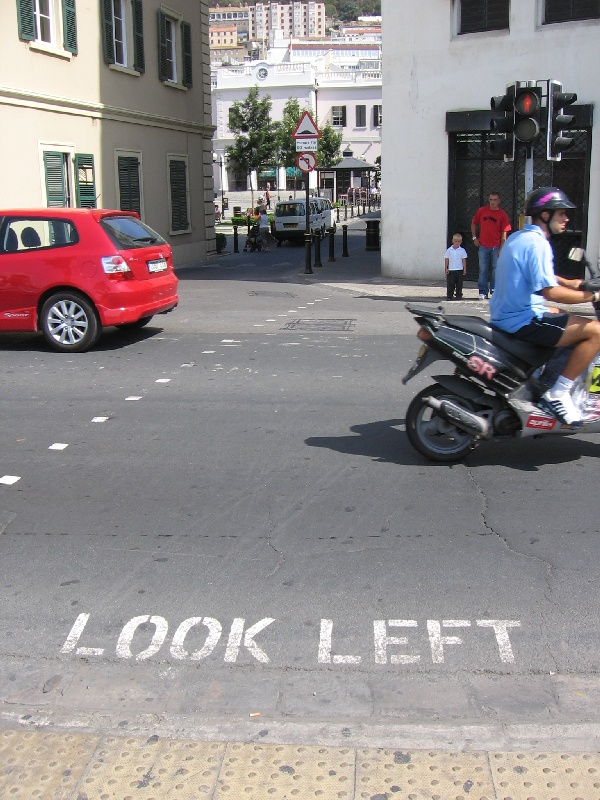
Men rijdt in Gibraltar rechts.

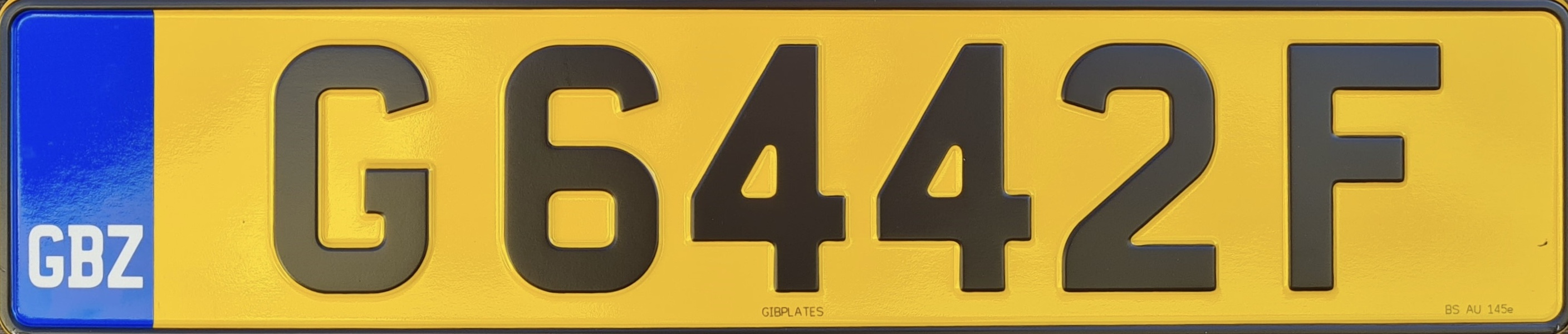
Een nummerplaat van Gibraltar, met de landbenaming.

Gibraltar heeft beperkte mogelijkheden tot het verstrekken van openbaar vervoer wegens de kleine oppervlakte en vanwege het grensconflict met Spanje.
Gibraltar heeft 49,9 kilometer aan geasfalteerde weg. Het land heeft het hoogste percentage inwoners die in het bezit zijn van een gemotoriseerd voertuig ter wereld. Het verkeer op Gibraltar rijdt rechts, wat voor landen onder Brits bestuur uitzonderlijk is. Het rechtsrijden werd door de toegenomen continentaal Europese invloed ingevoerd op 16 juni 1929. Het gros van de straten is eenrichtingsverkeer.
De maximumsnelheid in Gibraltar bedraagt 50 kilometer per uur.
Er zijn in Gibraltar 10 benzinestations. De brandstofprijzen zijn er aanzienlijk lager dan die in Spanje. Veel inwoners van het Spaanse San Roque en La Línea de la Concepción komen enkel de grens over om te tanken.
Gibraltars internationale kentekencode is GBZ en de gele nummerplaten met zwarte opdruk zijn voorzien van de letter 'G', gevolgd door 4 cijfers en dan een letter. Tevens zijn er nog oudere nummerplaten met enkel (tot) 5 cijfers in gebruik. De kleur en lettertekens zijn dezelfde als de nummerplaten die in het Verenigd Koninkrijk worden toegepast. De auto van de Chief Minister is voorzien van de kentekencode G1 en de auto van de Gouverneur heeft de Engelse kroon.

### Toerisme
Het verkeer op de grens met Spanje is vaak stroperig. Daarom hebben de Britten een post ingericht om het voor Gibraltar bestemde verkeer voorrang te verlenen en het verkeer uit de andere richting te laten wachten. Automobilisten en voetgangers ondervinden bij het oversteken van de grens vaak grondige controles van de douanepolitie.

### Openbaar vervoer

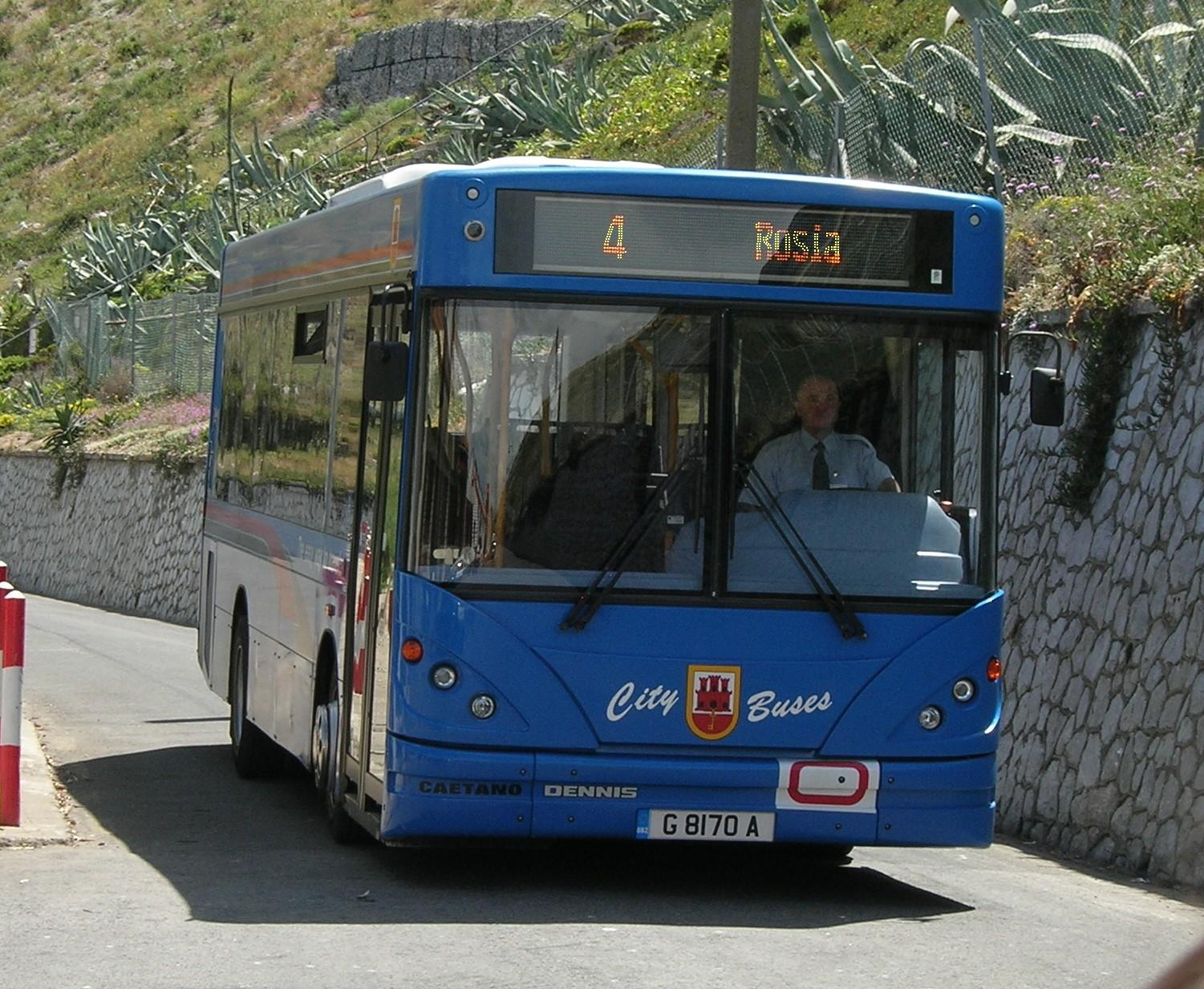
Een bus op lijn 4 bij Sandy Bay

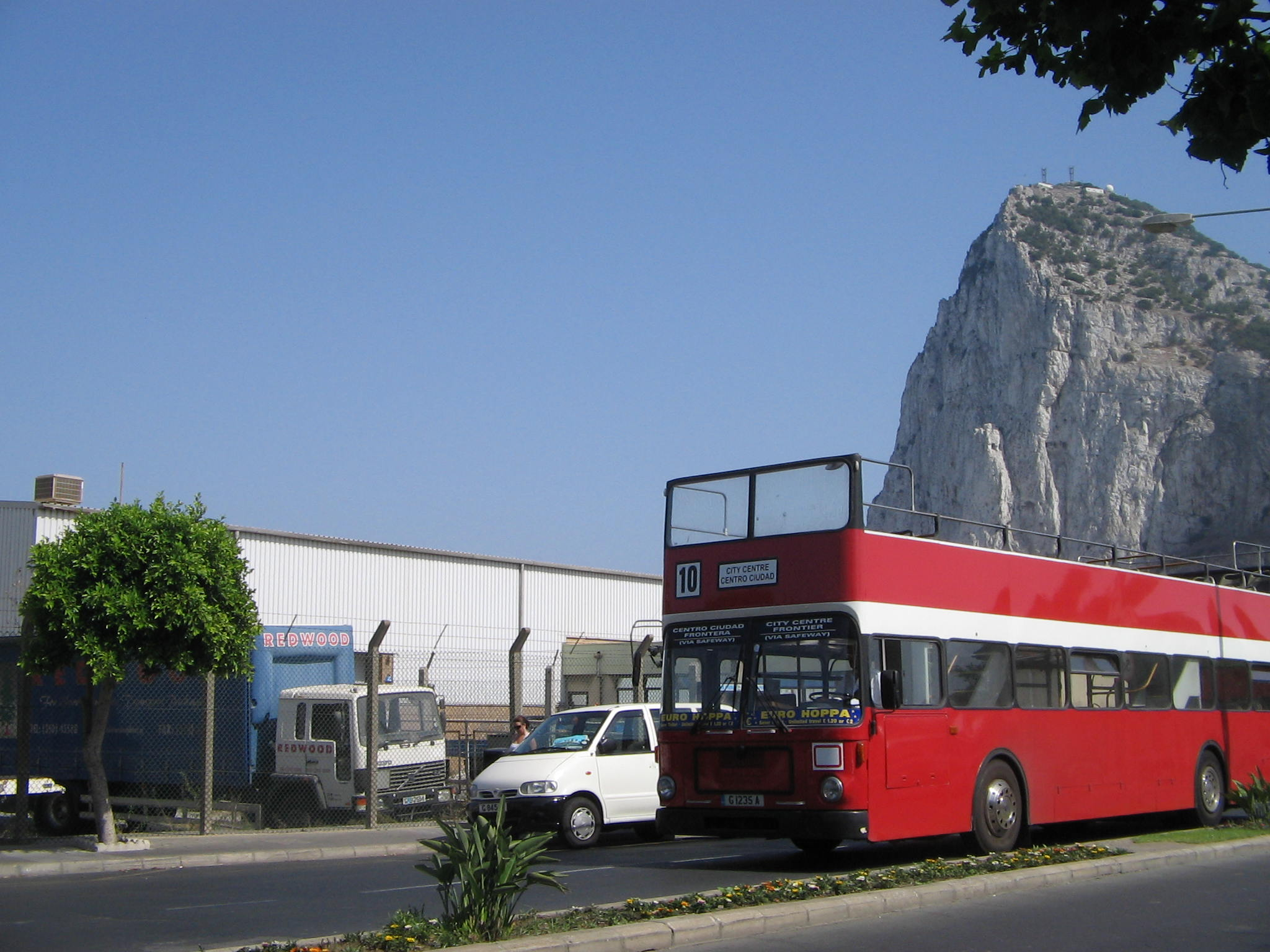
Een dubbeldeksbus zonder dak op lijn 10

Er zijn vijf busroutes in Gibraltar. De bussen rijden in alle delen van de stad, behalve het Upper Rock natuurreservaat. De Gibraltar Bus Company rijdt op vier lijnen met Dennis Dart-bussen. Deze zijn blauw van kleur. De lijnen van de Gibraltar Bus Company zijn:
- Lijn 2: Van Referendum House naar Willis's Road.
- Lijn 3: Van Air Terminal naar Europa Point.
- Lijn 4: Van Rosia naar Both Worlds.
- Lijn 9: Van Air Terminal naar Market Place.

De Calypso Bus Company rijdt lijn 10 met een ouder model rode dubbeldeksbus. Hoewel deze veel weg hebben van Londense bussen zijn de voertuigen afkomstig uit Duitsland.
Bussen rijden veelvuldig vanaf de grens met Spanje en de luchthaven. Lijn 9 is een pendelbus van de grens naar Grand Casemates Square in het centrum van de stad.
Bovendien zijn er overal op het eiland taxi's in te schakelen. Er zijn minibusjes die toeristische tochten maken naar de Rots van Gibraltar en het natuurreservaat.

## Stadsstatus
Reeds in 1842 had koningin Victoria Gibraltar de status van stad toegekend. Die informatie werd echter weggelaten van de officiële lijst van erkende steden waardoor niemand op de hoogte was van de erkenning. In 2022 werd dit voorval ontdekt door een groep onderzoekers en sindsdien noemt Gibraltar zich officieel een stad.

## Spoor
Er zijn geen spoorwegen in Gibraltar, behalve in de militaire "Gibraltar Dockyard". Er loopt een spoortunnel door de rots van Gibraltar. In het begin van de 20e eeuw was er een industriële spoorweg in Gibraltar. Toen kon men helemaal rond Gibraltar rijden per trein.

## Zee

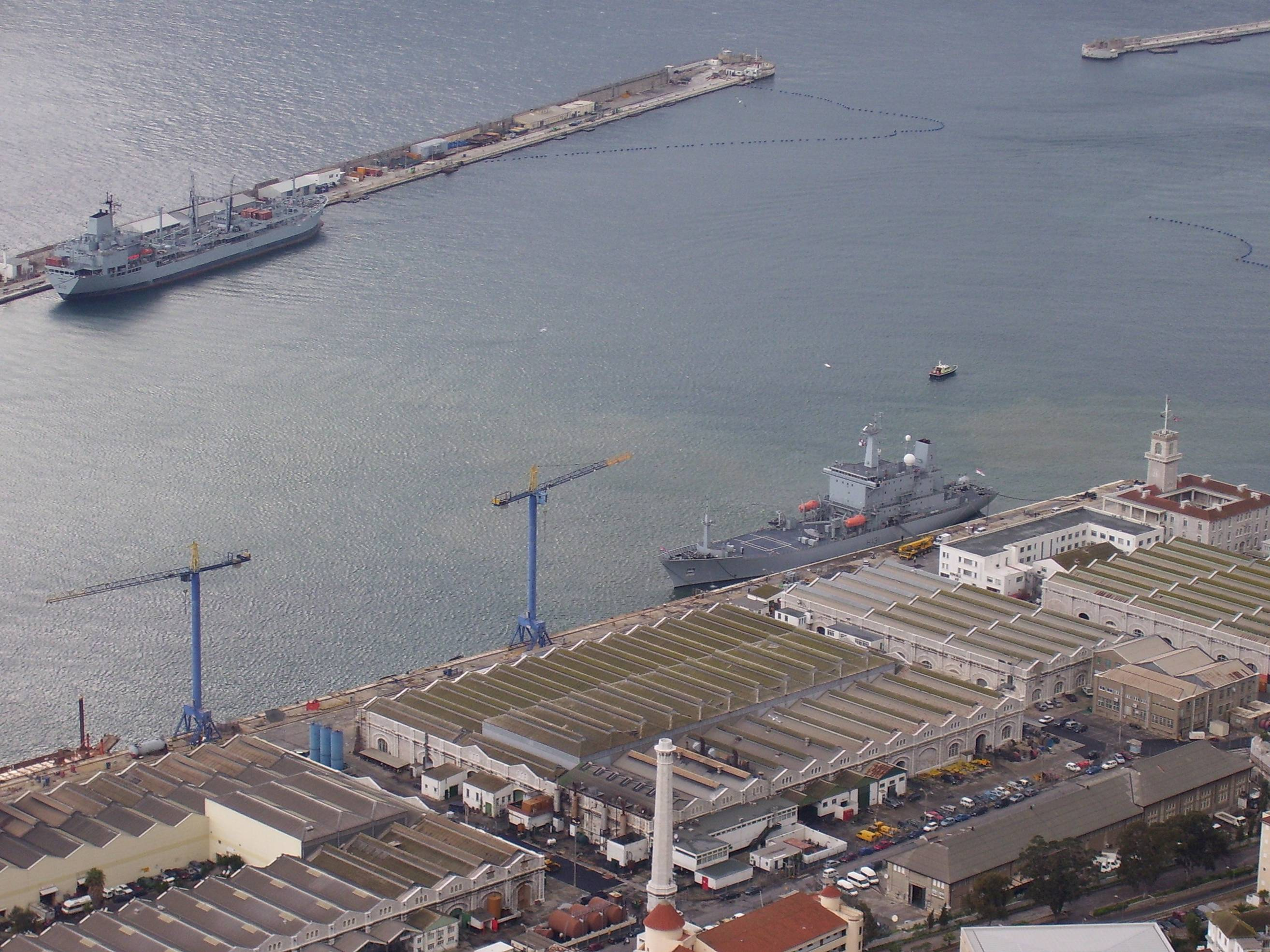
Gibraltars marinebasis

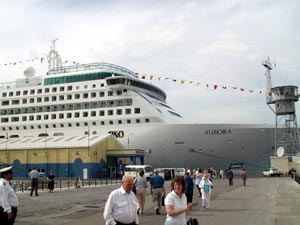
Cruiseschip aan de haven van Gibraltar

De zee was altijd heel belangrijk voor Gibraltar. De Rots van Gibraltar, die de hele zee-engte beheerst, is dan ook de bestaansreden van het militaire complex op deze landtong en de voornaamste reden voor het conflict over bezit van dit strategische punt. De Royal Navy Dockyard was voorheen Gibraltars belangrijkste werkgever. De haven is een deels militair complex van de Britse Royal Navy aan de westzijde, bovendien is er een belangrijke militaire basis in de Rots gebouwd met een observatiepost op de top van de Rots en er is in Gibraltar een militair garnizoen gestationeerd. Militaire schepen doen de haven aan en er zijn mogelijkheden om onderzeeërs te ontvangen en te herstellen, hetgeen steeds tot verhitte discussies leidt in Spanje.
De haven van Gibraltar bevindt zich in de Baai van Gibraltar, aan de westzijde van het schiereiland. De in Gibraltar geregistreerde koopvaardijvloot bestaat uit 26 schepen van 1000 ton of meer. Tot 2003 was er een snelle veerpontverbinding met Tanger in Marokko, maar sindsdien moet men via Algeciras of Tarifa reizen.
Verschillende cruiseschepen bezoeken regelmatig de haven van Gibraltar. Deze aankomsten zijn een belangrijke bron van inkomsten voor Gibraltar alsook de shoppende dagjesmensen uit Spanje.
Er is langs de verlengde landingsbaan een jachthaven aangelegd.
De plaatselijke supermarkt behoort tot het Britse Morrisons. Tesco heeft plannen om ook een supermarkt te bouwen. Alle voorraden voor de supermarkt worden via containerschepen en via luchtvracht aangevoerd uit het Verenigd Koninkrijk. Sommige verse producten worden lokaal aangevoerd vanuit Spanje maar veruit de meeste producten - ook vlees, fruit en groenten - komen van het Britse vasteland.

## Luchtverkeer

Gibraltars vliegveld bij het grensgebied. Hier zijn de startbaan (Gibraltar) en de pier achter Spanje te zien. In feite is de precieze lijn nog steeds betwist.

Gibraltar Airport is een militair vliegveld met één startbaan die ongeveer langs de grens met Spanje loopt. De baan is verlengd door hem uit te breiden over het water. De Winston Churchill Avenue, de enige weg tussen Spanje en Gibraltar, kruist de startbaan en moet daarom met slagbomen worden afgesloten als er een vliegtuig landt of opstijgt wat enkele keren per dag gebeurt en lange files veroorzaakt. Vanwege de toegenomen verkeersdrukte is er een tunnel aangelegd die onder het oostelijke uiteinde van de startbaan door gaat. Sinds 31 maart 2023 is deze Kingsway Tunnel in gebruik en is dit voor auto’s en vrachtverkeer de enige toegestane route tussen de grensovergang en het centrum van Gibraltar. Alleen voetgangers, fietsers en scooters mogen nog de oude route gebruiken waarbij ze de startbaan van het vliegveld kruisen. De volgende maatschappijen vliegen op Gibraltar: British Airways, easyJet en voorheen ook Monarch.
Na de ondertekening van een akkoord in Córdoba in september 2006 is er aan de Spaanse kant van de startbaan een Spaanse terminal gebouwd met Spaans douanepersoneel.
Iberia is gestart met directe vluchten tussen Madrid en Gibraltar op 16 december 2006 en GB Airways op 1 mei 2007. GB Airways staakte de dienst op 30 september 2007 en Iberia plant kleinere vliegtuigen in en de route uit te besteden aan Air Nostrum. De belangrijkste verbinding blijft Gibraltar-London, omdat de meeste handelszaken met Britse leveranciers werken.
Na de overname door easyJet is GB Airways op 28 oktober 2006 met zijn Gibraltar–Heathrow-dienst gestopt. Als reden werd opgegeven dat GB Airways zijn activiteiten concentreerde op Gatwick. De verkoop van GB Airways' Heathrowslots heeft de maatschappij £80 miljoen opgeleverd. In 2007 werd GB Airways overgenomen door easyJet (en was dus niet langer een British Airways-franchisepartner); alle vluchten worden nu door easyJet uitgevoerd.

## Kabelbaan

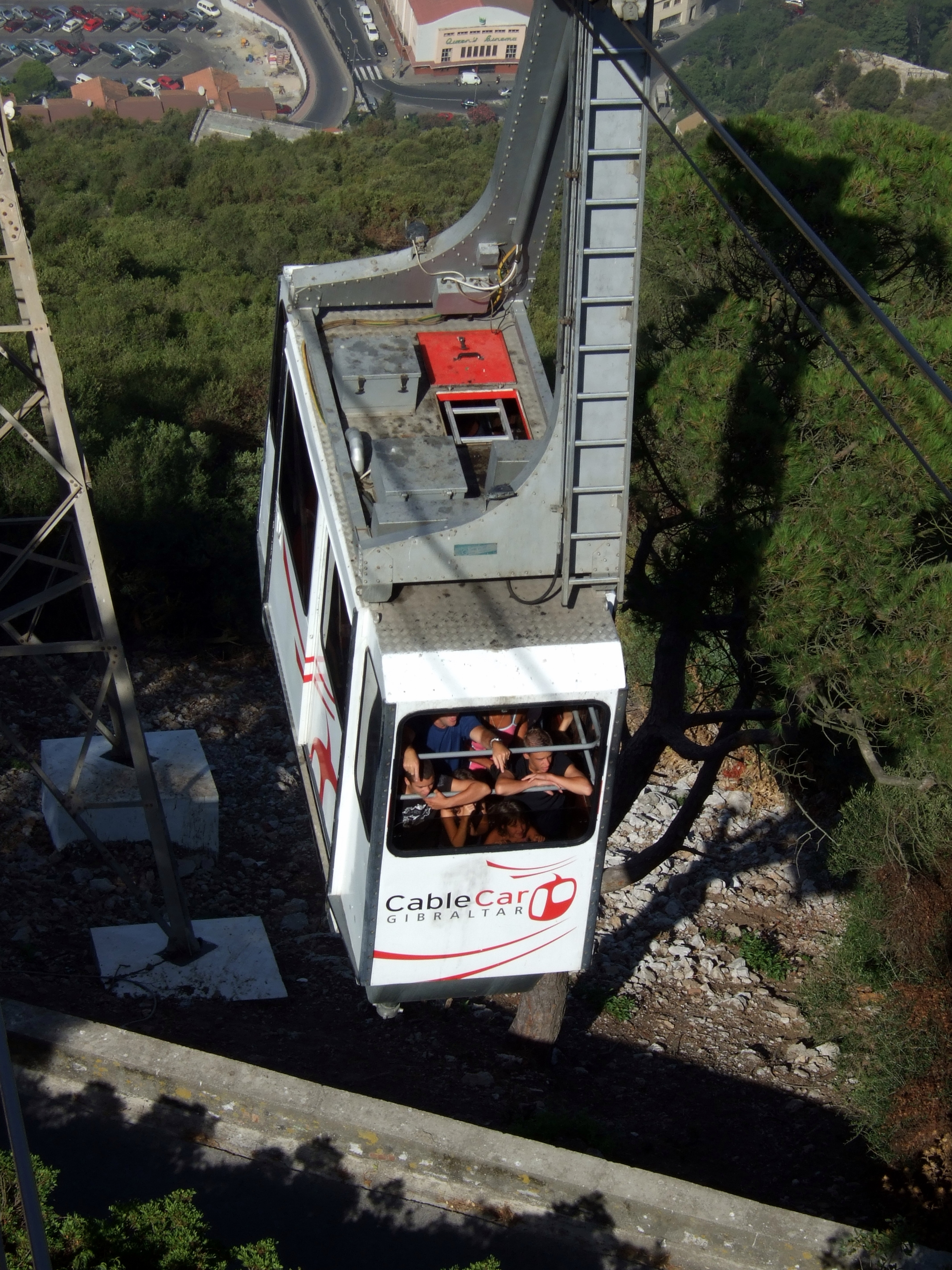
Gibraltars kabelbaan.

Een kabelbaan gaat van het zuiden van de stad naar de top met een tussenstop aan het Ape's Den. De top is eigenlijk de op een na hoogste. Aan het einde van de kabelbaan bevindt zich een observatorium met een restaurant, terwijl op de hoogste top een militair complex staat.

## Apen
Op de rots leeft een door de Britten in stand gehouden apenkolonie in een natuurreservaat. Het gaat om een troep berberapen (Macaca sylvanus), die verder ook in Noord-Afrika voorkomen. Volgens een legende blijft Gibraltar in Britse handen zolang er apen op de rots leven. Mede daarom wordt de populatie streng beschermd. Winston Churchill liet tijdens de Tweede Wereldoorlog zelfs nieuwe apen uit Noord-Afrika invoeren omdat de populatie tot zeven dieren was geslonken. De kolonie bestaat uit enige honderden dieren in zes verschillende troepen. De meeste apen zijn erg mak. Ze komen soms tot in de stad, of klimmen op schouders en hoofden. Omdat het wilde dieren zijn en ter voorkoming dat ze te brutaal of te afhankelijk van mensen worden, wordt aanhalen en ander direct contact ontmoedigd, en is voeren verboden.

## Sport
Sinds 2016 is er een Gibraltarees voetbalelftal dat is aangesloten bij de FIFA en de UEFA. Er wordt echter al veel langer gevoetbald. De plaatselijke competitie ging reeds in 1895 van start.
De Professional Darts Corporation hield van 2013 tot en met 2022 jaarlijks de Gibraltar Darts Trophy.
Op 18 november 2023 vestigde Gibraltar een record; het mannenteam voetbal verloor 14-0 van Frankrijk. Dat is het grootste verlies ooit in Europees verband.

## Galerij

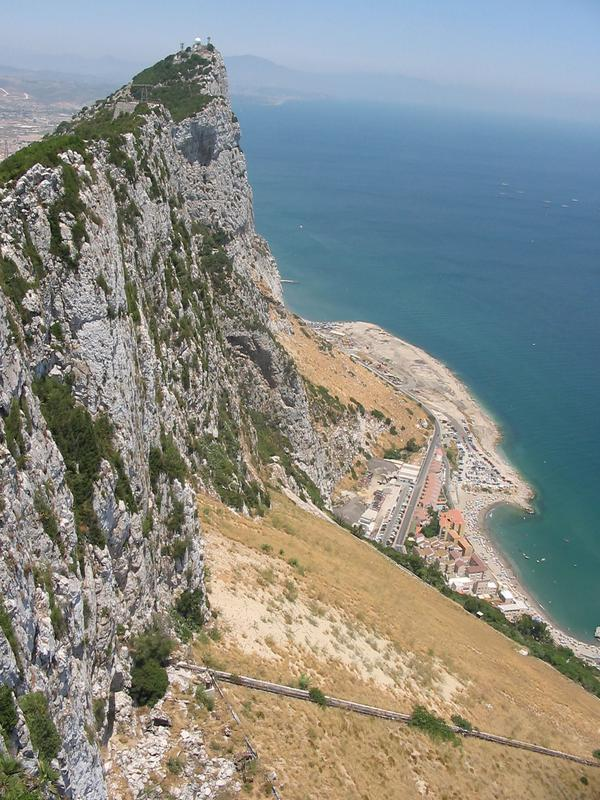
De (grotendeels onbewoonde) oostelijke zijde
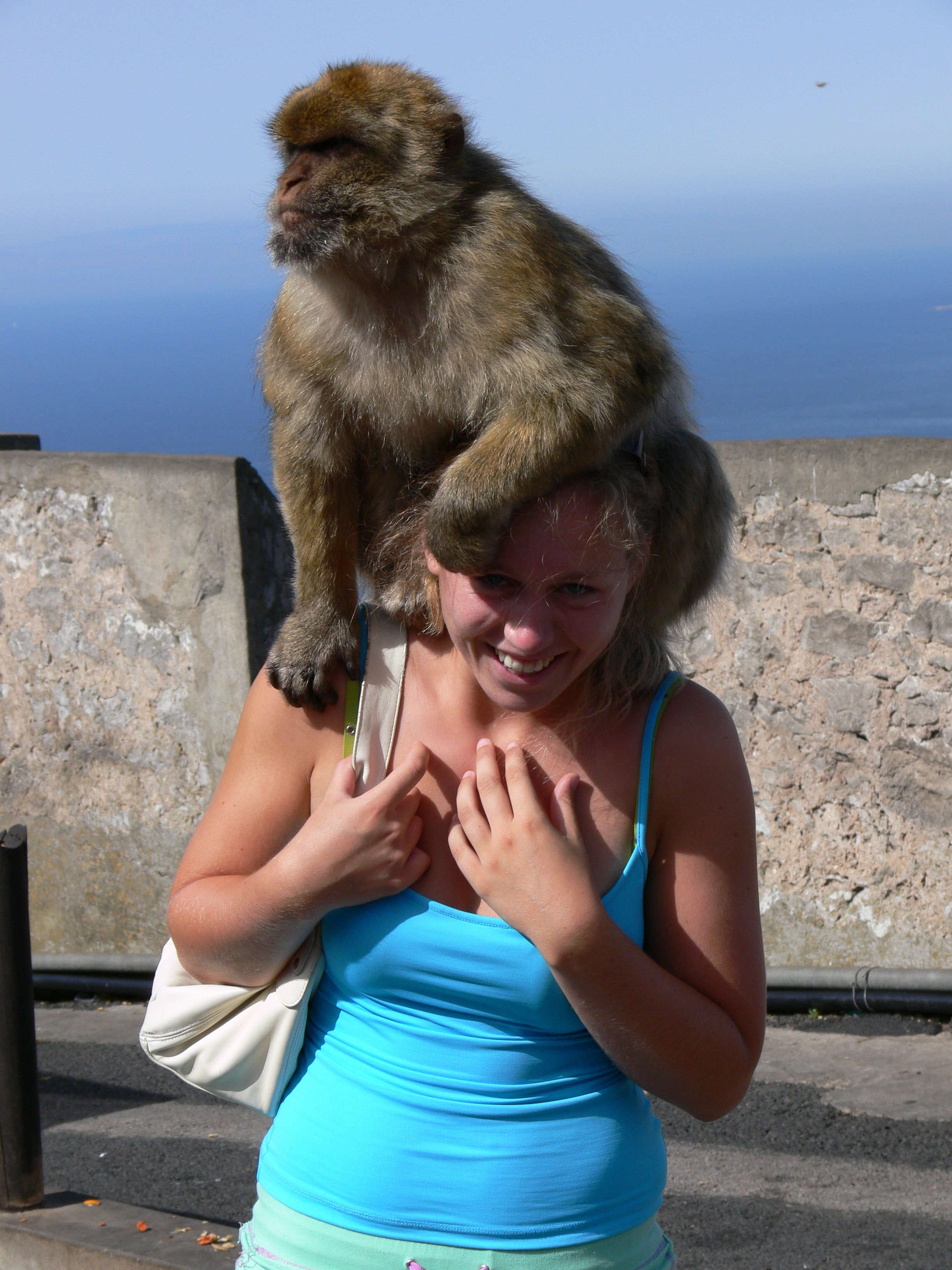
Een berberaap beklimt een toeriste. Direct contact met de apen wordt overigens door de Gibraltarese overheid ontraden
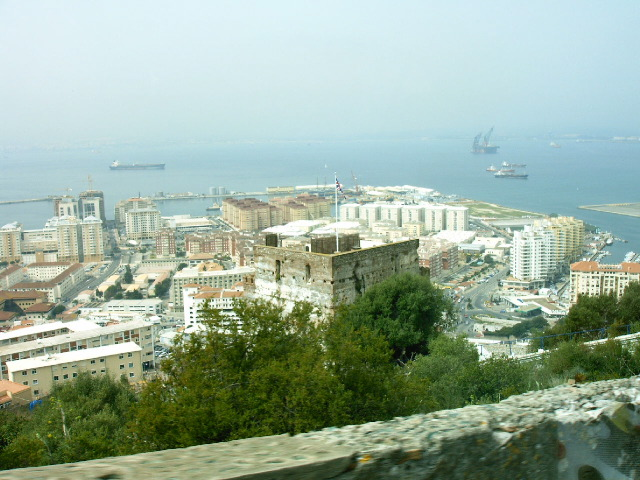
Zicht op een deel van Gibraltar met op achtergrond de haven
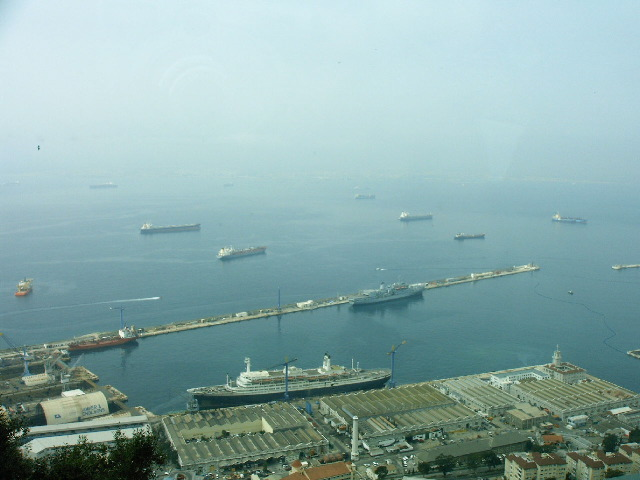
Zicht op de haven van Gibraltar
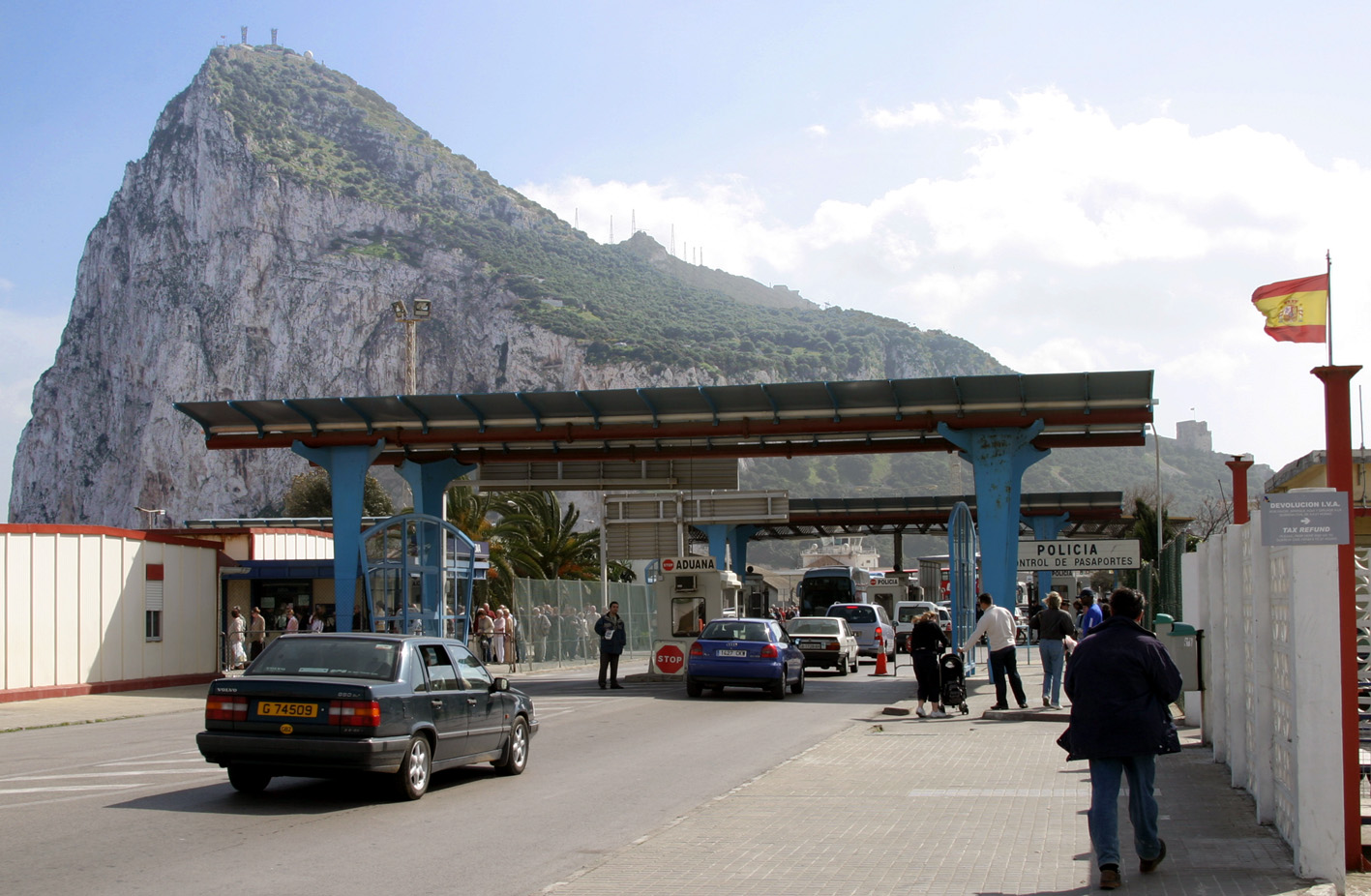
Grenspost met uitzicht